# Gustave Van Belle
|  | Aquest article tracta sobre el ciclista. Si cerqueu el jugador de billar, vegeu «Gustave van Belle (jugador de billar)». |

Gustave Van Belle (Lovendegem, 16 de març de 1912 - Gant, 25 d'agost de 1954) va ser un ciclista belga que va córrer durant els anys 30 del segle xx. Sols se li coneix una victòria, a la primera edició de la Gant-Wevelgem, el 1934.

## Palmarès
- 1934
  - 1r a la Gant-Wevelgem